# أدريان هيرنان غونزاليس
أدريان هيرنان غونزاليس (بالإسبانية: Hernán Adrián González)‏ (20 نوفمبر 1976 في الأرجنتين - ) هو لاعب كرة قدم أرجنتيني في مركز الدفاع. لعب مع أرسنال ساراندي وبانفيلد ونادي سان لورينزو ونادي ساو باولو ويونيون دي سانتا في وأتليتكو بلاتينسي ‏ وClub El Porvenir ‏.

## وصلات خارجية
- أدريان هيرنان غونزاليس على موقع قاعدة بيانات كرة القدم.إي يو (الإنجليزية)
- أدريان هيرنان غونزاليس على موقع Soccerway.com (الإنجليزية)